# Dharma Guns
Pour plus de détails, voir Fiche technique et Distribution.
Dharma Guns est un film français réalisé par F. J. Ossang, sorti en 2010.
Il est présenté en section Orizzonti à la Mostra de Venise 2010.

## Fiche technique
- Titre français : Dharma Guns
- Réalisation : F. J. Ossang
- Scénario : F. J. Ossang
- Photographie : Gleb Teleshov
- Montage : F. J. Ossang et Jean-Christophe Sanchez
- Musique : Jack Belsen et Little Drake
- Pays d'origine :  France
- Format : noir et blanc - couleur (ceraines séquences) - 35 mm - Dolby
- Genre : drame, thriller
- Durée : 88 minutes
- Dates de sortie :
  -  Italie : septembre 2010 (Mostra de Venise 2010 en section Orizzonti )
  -  France : 9 mars 2011

## Distribution
- Guy McKnight : Stan Van Der Decken
- Elvire : Délie
- Lionel Tua : Jon
- Diogo Dória : le docteur Ewers
- Stéphane Ferrara : Arthur Strike
- Alexandra Fournier : L'infirmière
- Patrick Bauchau : Le professeur Starkov

## Sortie

### Accueil critique
En France, le site Allociné recense une moyenne des critiques presse de 3,1/5, et des critiques spectateurs à 2,7/5.